# Tulipa cypria
Tulipa cypria (тюльпан кіпрський) — вид рослин з роду тюльпан (Tulipa) родини лілійних (Liliaceae), ендемік Кіпру.

## Опис
Це цибулинна багаторічна трава. Чашка або одиночна голівка має 6 овальних темно-сервоних пелюсток із гострими кінчиками, чорна базальна внутрішня пляма на кожній пелюстці злегка обмежена жовтим кольором. Стебло 30 см заввишки блідо-жовто-зелене. Листки довжиною ≈20 см, сіро-зелені з хвилеподібними полями.

## Поширення
Ендемік Кіпру.
Вид можна знайти в трьох місцях: лісі Акамас, в Кормакіті-Міртту-Панагре і в Маммарі, на висотах між 100 і 300 м н.р.м. Загальна чисельність населення оцінена в 2000 особин. Населяє злакові поля, пасовища та відкриті чагарники Juniperus phoenicea.

## Використання
Збирання рослин описано як загроза.

## Загрози та охорона
Загрозами є надмірний випас, надмірне збирання рослин, розширення міських територій, слабка регенерація та використання гербіцидів. Природні пожежі також впливають на цю рослину.
Tulipa cypria наведено в Додатку II Директиви про природне середовище та в додатку I Конвенції про охорону європейської дикої природи та природних середовищ існування (Бернська конвенція).